# Caroline (chanson de Status Quo)
Singles de Status Quo
Gerdundula
(1973) Break the Rules
(1974)
Caroline est une chanson du groupe anglais Status Quo et unique single de l'album Hello!.

## Historique
Caroline sort le 31 août 1973 sur le label Vertigo Records et sera le titre choisi pour promouvoir l'album à venir Hello!. En fait, ce titre date de 1970, il a été écrit sur la nappe d'un restaurant de Perranporth dans le comté de Cornouailles par Francis Rossi et Rob Young. Initialement écrit dans un tempo plus lent, il verra sa nouvelle version de 1973 nettement accélérée, suivant ainsi l'évolution musicale du groupe.
Il sera le premier single du groupe à entrer dans le Top Five des charts britanniques et ressortira en 1982, dans sa version en public, Caroline (Live at the N.E.C.), laquelle sera classée à la 13e place des charts. Il sera aussi le premier single du groupe couronné par un disque d'argent au Royaume-Uni pour 200 000 singles vendus. Il sera reconnu pour être l'un des titres les plus efficaces de l'histoire du rock.
Le titre Joanne, occupant la face B, sera inclus dans la réédition 2005 de l'album Hello!.
Francis Rossi reprendra ce titre en version Shuffle sur son album solo One Step at a Time réalisé en mai 2010.

## Liste des titres
- Face A: Caroline (Francis Rossi / Rob Young) - 3:43
- Face B: Joanne (Alan Lancaster) - 4:06

## Musiciens du groupe
- Francis Rossi : chant, guitare solo
- Rick Parfitt : guitare rythmique.
- Alan Lancaster : basse.
- John Coghlan : batterie, percussions.

## Chart & certification
Charts
| Date       | Chart            | durée du classement | Position |
| ---------- | ---------------- | ------------------- | -------- |
| 08/09/1973 | UK Singles Chart | 13 semaines         | 5e       |
| 26/11/1973 | Single Top 100   | 3 semaines          | 36e      |
| 29/12/1973 | (W) Ultratop     | 1 semaine           | 49e      |
| 19/11/1973 | Top 100          | 6 semaines          | 63e      |

Certification
| Pays        | Single   | Certification | Ventes    | Date       |
| ----------- | -------- | ------------- | --------- | ---------- |
| Royaume-Uni | Caroline | Argent        | 200 000 + | 01/11/1973 |